# Чемпіонат Польщі з хокею 1948
Чемпіонат Польщі з хокею 1948 — 13-ий чемпіонат Польщі з хокею, чемпіоном став клуб Краковія Краків.

## Фінал
- «Поморжанін» (Торунь) — Краковія Краків 3:2 (0:2,3:0,0:0)
- Краковія Краків — «Поморжанін» (Торунь) 2:0 ОТ (0:0,1:0,0:0,1:0)